# Le Cardonnois
Le Cardonnois est une commune française située dans le département de la Somme en région Hauts-de-France.

## Géographie

### Localisation
Le Cardonnois est un village picard de l'Amiénois aux confins de la Somme avec l'Oise.
À vol d'oiseau, la localité est située à 7 km au sud-ouest de Montdidier, 9 km au nord de Maignelay-Montigny, 32 km au sud-est d'Amiens, 34 km au nord-ouest de Compiègne et à 35 km au nord-est de Beauvais.
Le territoire de la commune est limitrophe de ceux de quatre communes.
Les communes limitrophes sont Broyes, Welles-Pérennes, Fontaine-sous-Montdidier et Mesnil-Saint-Georges.

### Hydrographie
La commune est située dans le bassin Artois-Picardie. Elle n'est drainée par aucun cours d'eau.

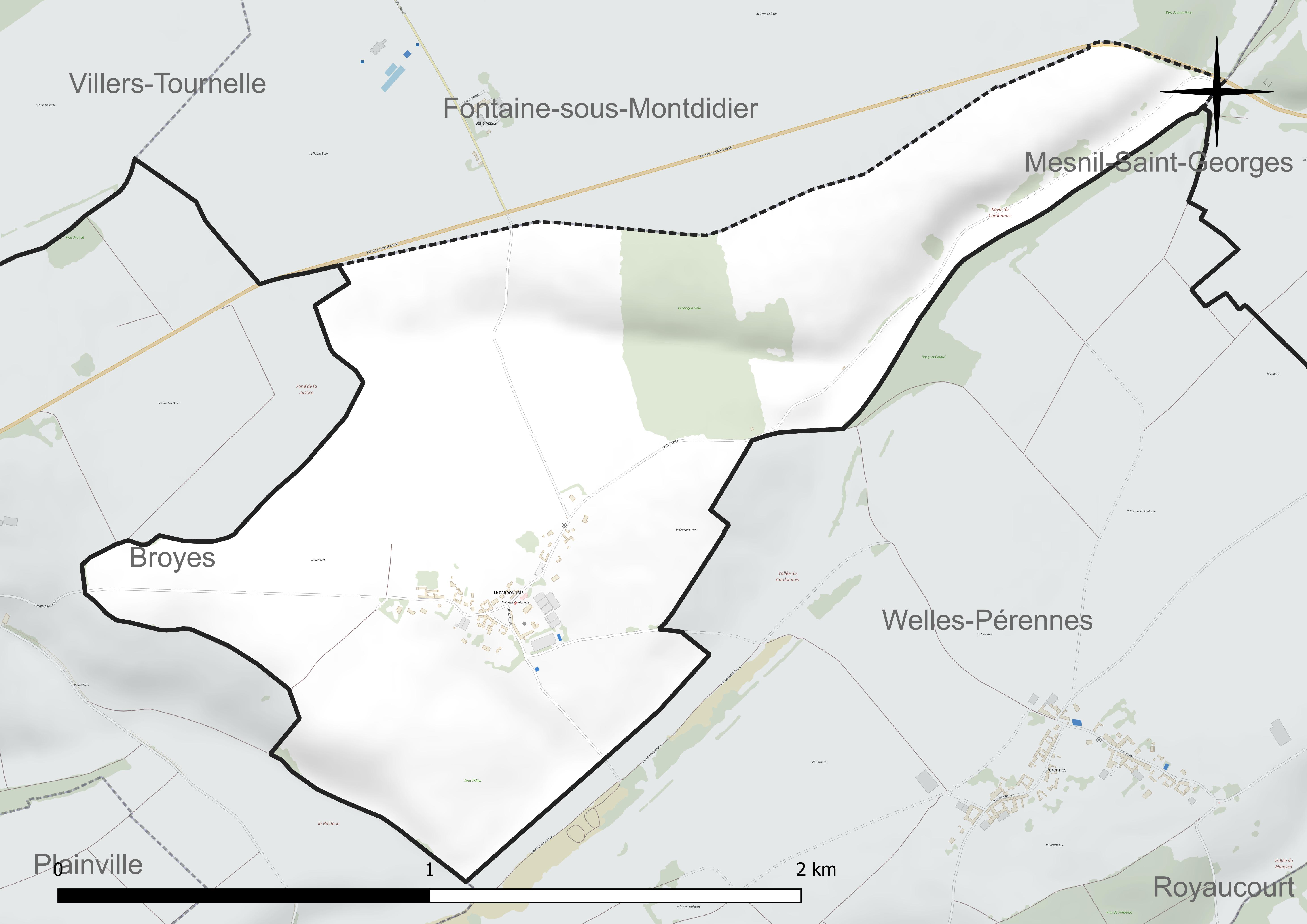
Réseau hydrographique du Cardonnois.

### Climat
Pour des articles plus généraux, voir Climat des Hauts-de-France et Climat de la Somme.
En 2010, le climat de la commune est de type climat océanique dégradé des plaines du Centre et du Nord, selon une étude du CNRS s'appuyant sur une série de données couvrant la période 1971-2000. En 2020, Météo-France publie une typologie des climats de la France métropolitaine dans laquelle la commune est exposée à un climat océanique et est dans la région climatique Nord-est du bassin Parisien, caractérisée par un ensoleillement médiocre, une pluviométrie moyenne régulièrement répartie au cours de l'année et un hiver froid (3 °C).
Pour la période 1971-2000, la température annuelle moyenne est de 10,4 °C, avec une amplitude thermique annuelle de 14,4 °C. Le cumul annuel moyen de précipitations est de 684 mm, avec 11,1 jours de précipitations en janvier et 8,1 jours en juillet. Pour la période 1991-2020, la température moyenne annuelle observée sur la station météorologique la plus proche, située sur la commune de Godenvillers à 7 km à vol d'oiseau, est de 11,1 °C et le cumul annuel moyen de précipitations est de 701,9 mm,. Pour l'avenir, les paramètres climatiques de la commune estimés pour 2050 selon différents scénarios d'émission de gaz à effet de serre sont consultables sur un site dédié publié par Météo-France en novembre 2022.

## Urbanisme

### Typologie
Au 1er janvier 2024, Le Cardonnois est catégorisée commune rurale à habitat dispersé, selon la nouvelle grille communale de densité à sept niveaux définie par l'Insee en 2022.
Elle est située hors unité urbaine. Par ailleurs la commune fait partie de l'aire d'attraction de Montdidier, dont elle est une commune de la couronne,. Cette aire, qui regroupe 23 communes, est catégorisée dans les aires de moins de 50 000 habitants,.

### Occupation des sols
L'occupation des sols de la commune, telle qu'elle ressort de la base de données européenne d'occupation biophysique des sols Corine Land Cover (CLC), est marquée par l'importance des territoires agricoles (89,3 % en 2018), une proportion identique à celle de 1990 (89,3 %). La répartition détaillée en 2018 est la suivante : 
terres arables (83,7 %), forêts (10,7 %), zones agricoles hétérogènes (5,6 %). L'évolution de l'occupation des sols de la commune et de ses infrastructures peut être observée sur les différentes représentations cartographiques du territoire : la carte de Cassini (XVIIIe siècle), la carte d'état-major (1820-1866) et les cartes ou photos aériennes de l'IGN pour la période actuelle (1950 à aujourd'hui).

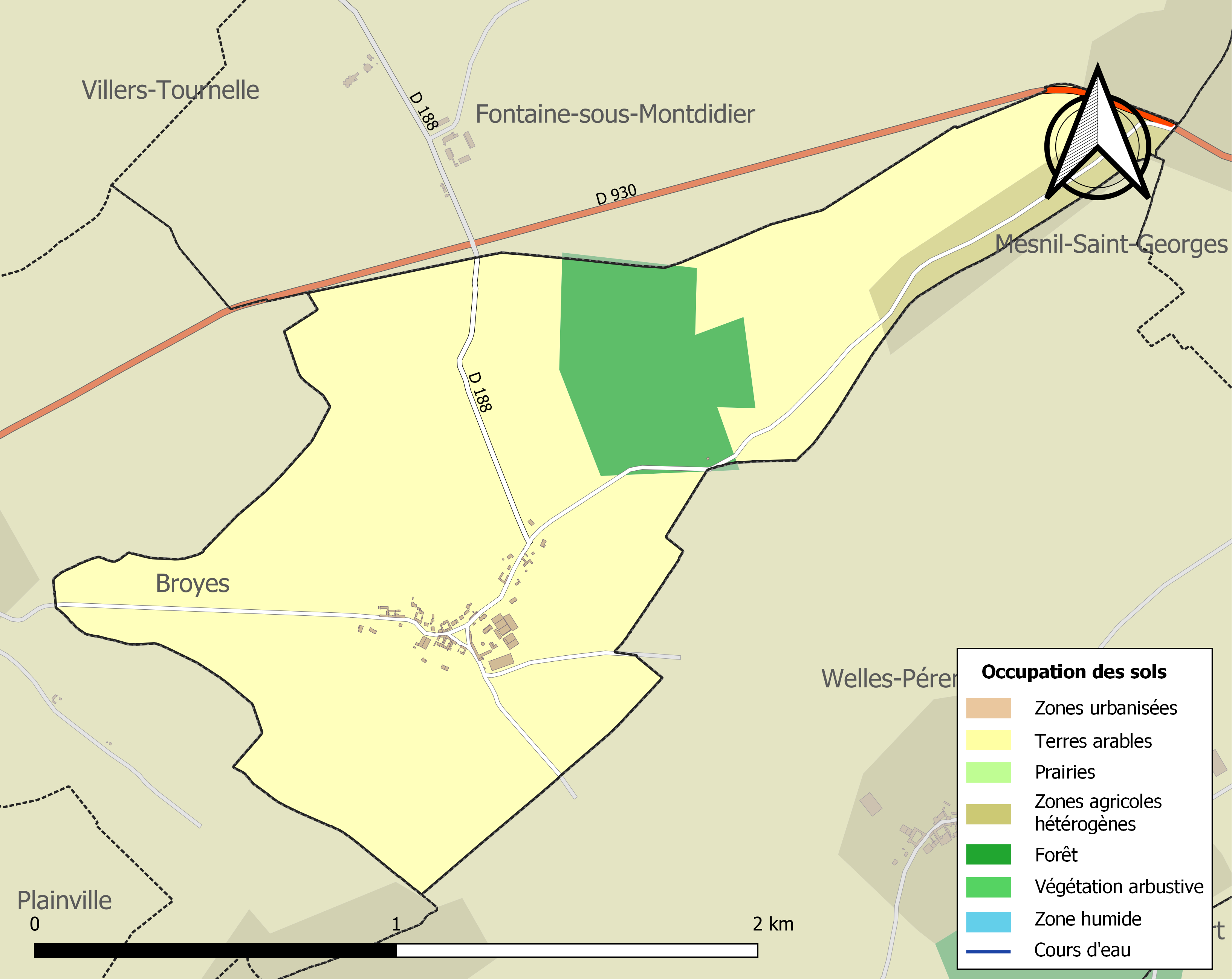
Carte des infrastructures et de l'occupation des sols de la commune en 2018 (CLC).

## Toponymie
Le Cardonnois est un ancien fief de Montdidier attesté sous les formes Cardinetum en 1159 ; Cardonetum, Cardonatum en 1211 ; Cardonnoi en 1258 et enfin Cardonnoy et Le Cardonnois.
De l'oïl cardonnai « lieu couvert de chardons ». Nom donné aux terres  délaissées en grande partie par la culture et qui n'avaient d'autre parure que des chardons.

## Politique et administration
| Période                                  | Période                      | Identité       | Étiquette | Qualité                        |
| ---------------------------------------- | ---------------------------- | -------------- | --------- | ------------------------------ |
| Les données manquantes sont à compléter. |                              |                |           |                                |
| avant 1981                               | 2014                         | Gérard Guyon   |           |                                |
| 2014                                     | En cours (au 8 octobre 2020) | Jean-Luc Guyon |           | Réélu pour le mandat 2020-2026 |

## Démographie
L'évolution du nombre d'habitants est connue à travers les recensements de la population effectués dans la commune depuis 1793. Pour les communes de moins de 10 000 habitants, une enquête de recensement portant sur toute la population est réalisée tous les cinq ans, les populations de référence des années intermédiaires étant quant à elles estimées par interpolation ou extrapolation. Pour la commune, le premier recensement exhaustif entrant dans le cadre du nouveau dispositif a été réalisé en 2004.

En 2022, la commune comptait 71 habitants, en évolution de −15,48 % par rapport à 2016 (Somme : −1,26 %, France hors Mayotte : +2,11 %).
| 1793 | 1800 | 1806 | 1821 | 1831 | 1836 | 1841 | 1846 | 1851 |
| ---- | ---- | ---- | ---- | ---- | ---- | ---- | ---- | ---- |
| 115  | 109  | 130  | 143  | 128  | 128  | 129  | 117  | 116  |

| 1856 | 1861 | 1866 | 1872 | 1876 | 1881 | 1886 | 1891 | 1896 |
| ---- | ---- | ---- | ---- | ---- | ---- | ---- | ---- | ---- |
| 90   | 108  | 92   | 100  | 92   | 77   | 82   | 77   | 56   |

| 1901 | 1906 | 1911 | 1921 | 1926 | 1931 | 1936 | 1946 | 1954 |
| ---- | ---- | ---- | ---- | ---- | ---- | ---- | ---- | ---- |
| 62   | 57   | 58   | 59   | 57   | 61   | 42   | 65   | 63   |

| 1962 | 1968 | 1975 | 1982 | 1990 | 1999 | 2004 | 2006 | 2009 |
| ---- | ---- | ---- | ---- | ---- | ---- | ---- | ---- | ---- |
| 51   | 32   | 38   | 37   | 41   | 50   | 63   | 74   | 97   |

| 2014 | 2019 | 2022 | - | - | - | - | - | - |
| ---- | ---- | ---- | - | - | - | - | - | - |
| 86   | 79   | 71   | - | - | - | - | - | - |

## Culture locale et patrimoine

### Lieux et monuments
- Église Saint-Gilles.

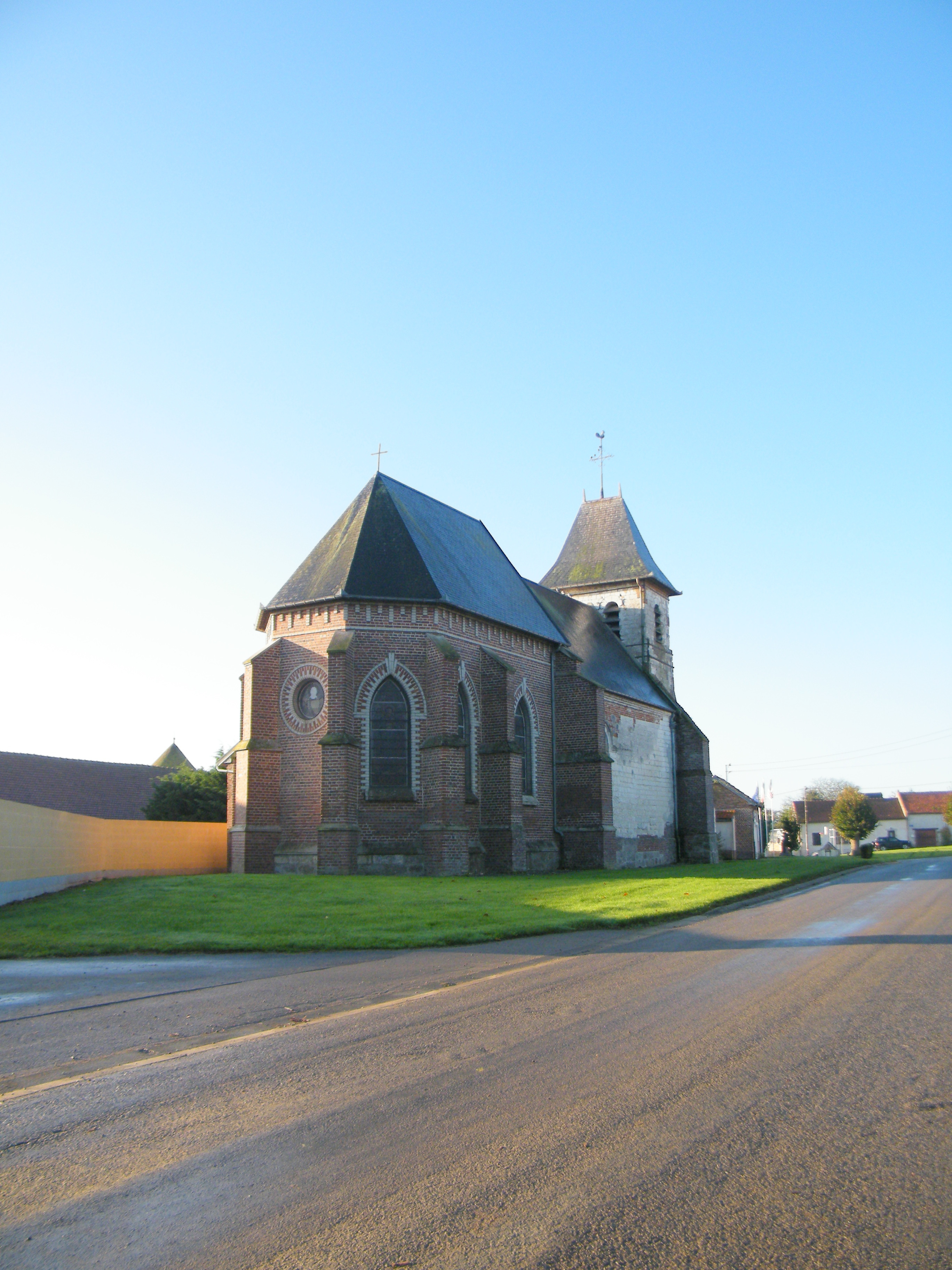
Saint-Gilles.
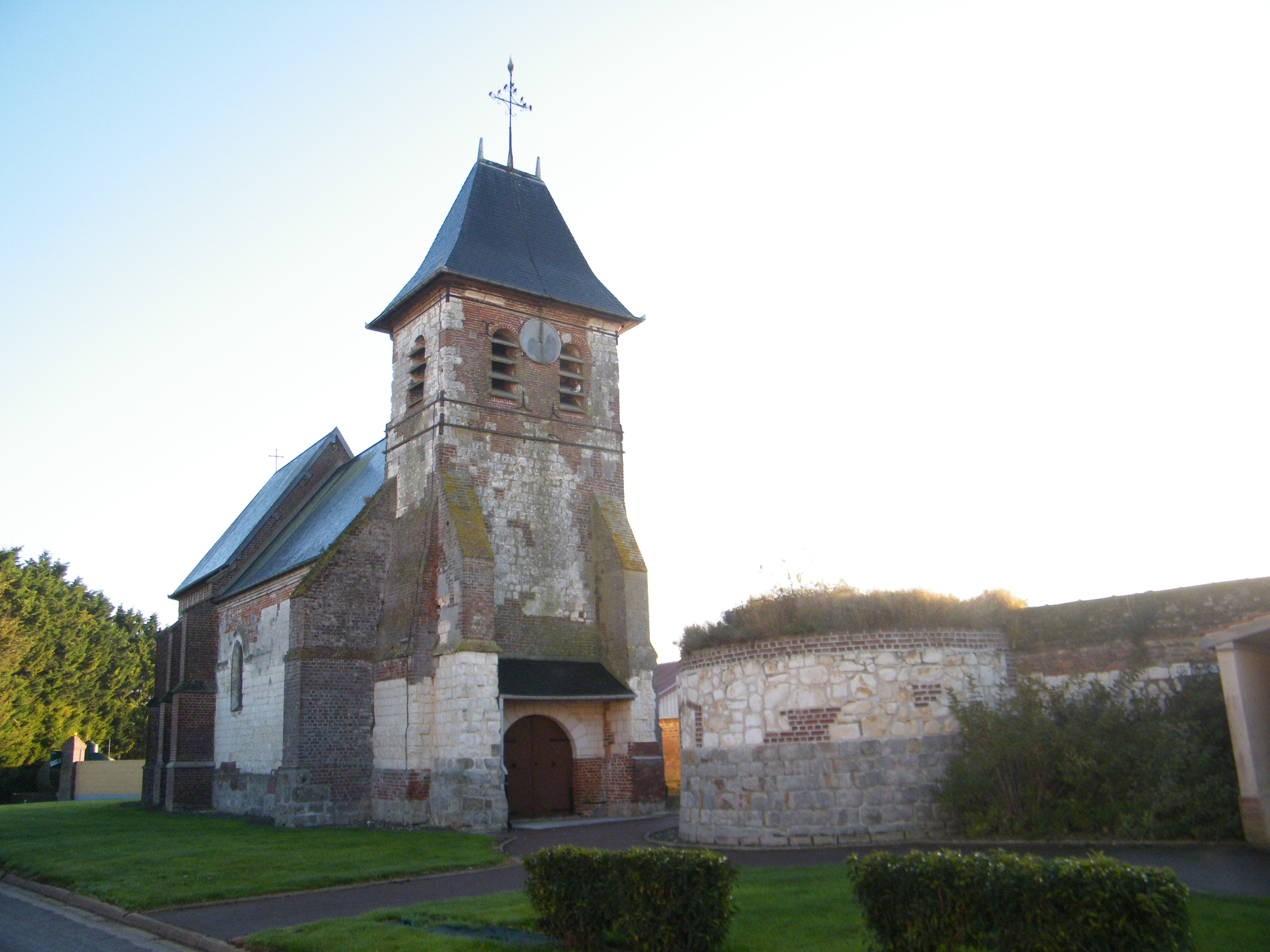
Autres vues de l'église.
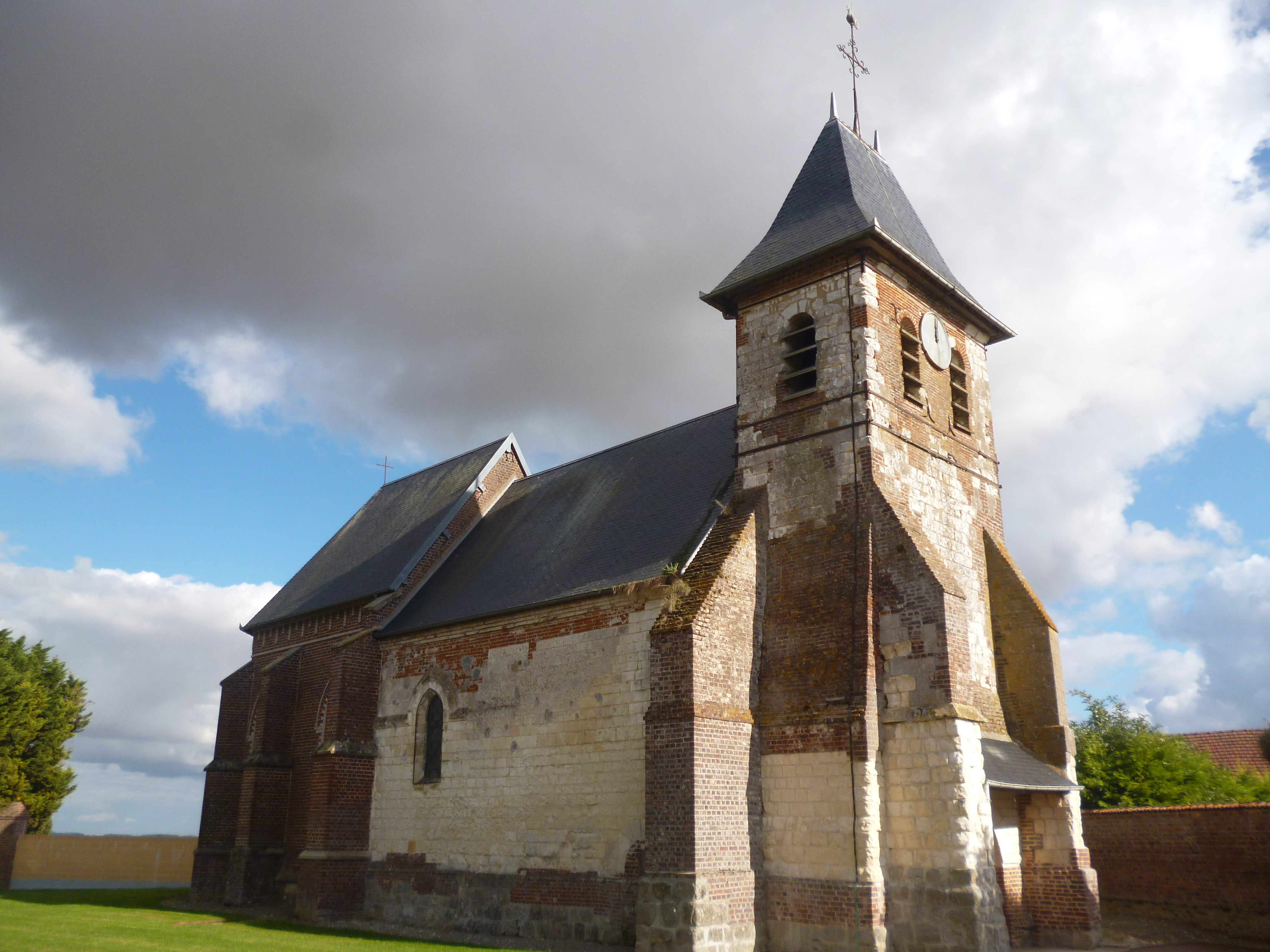
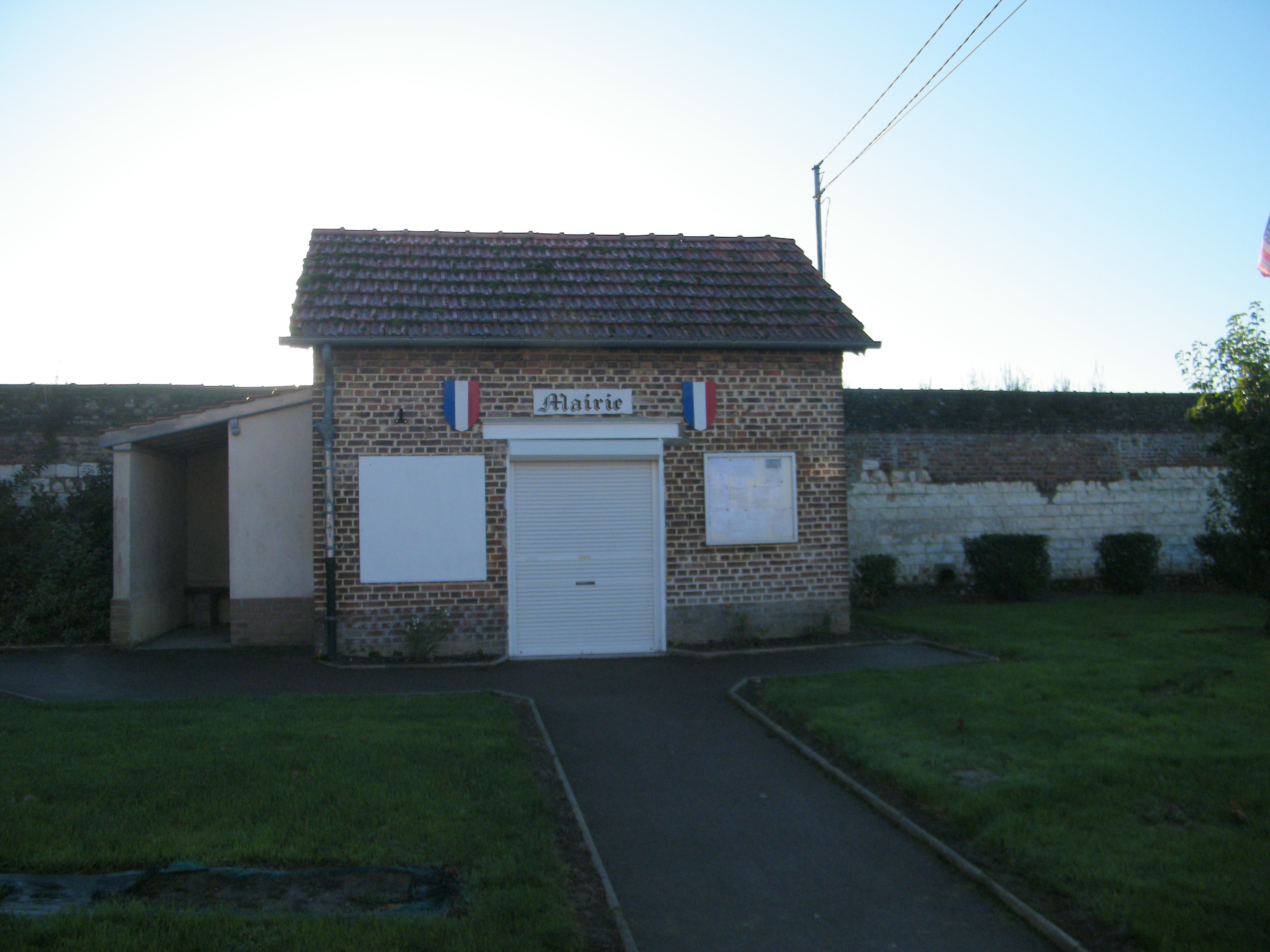
La mairie.
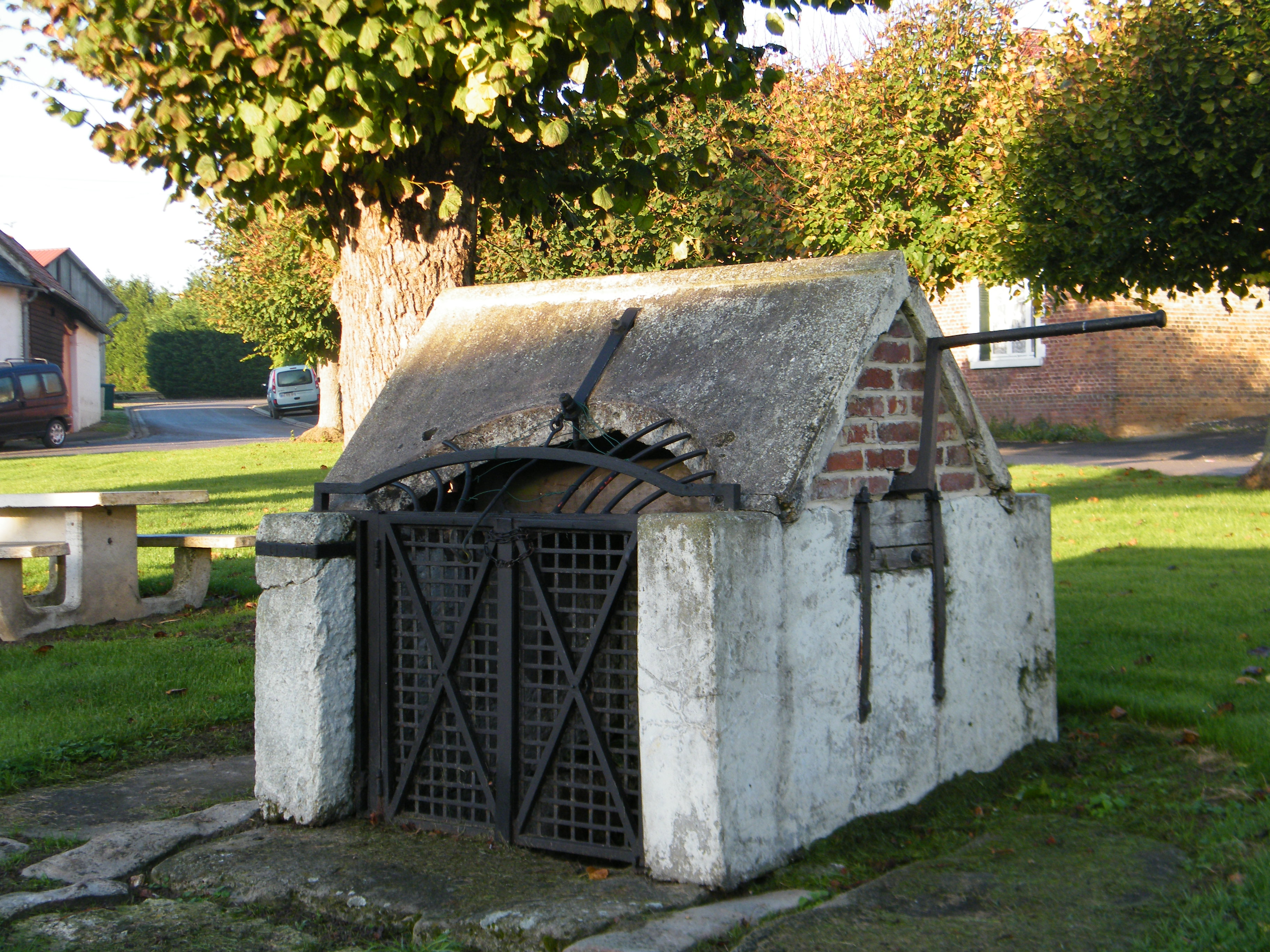
Puits communal.
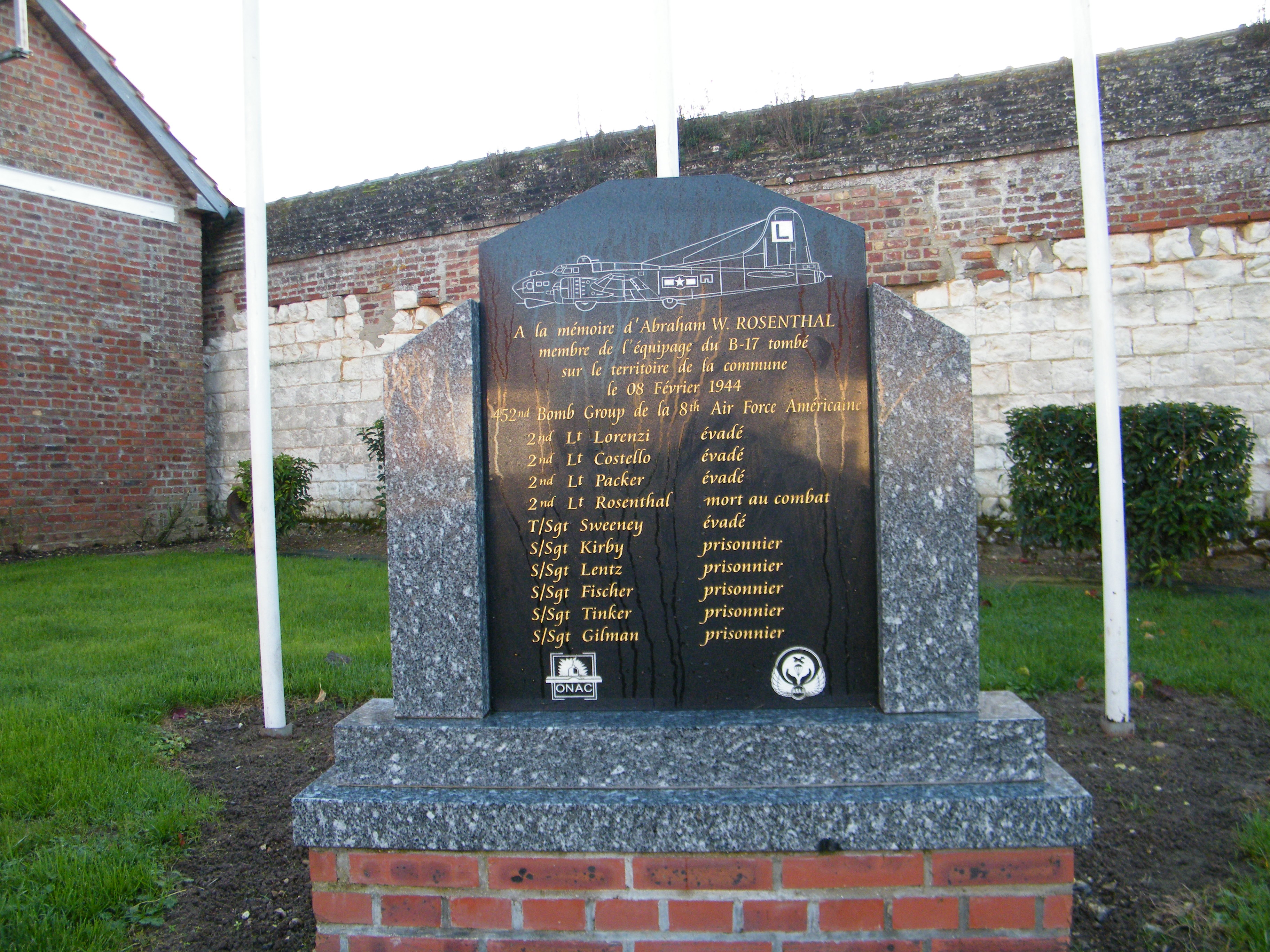
8 février 1944.
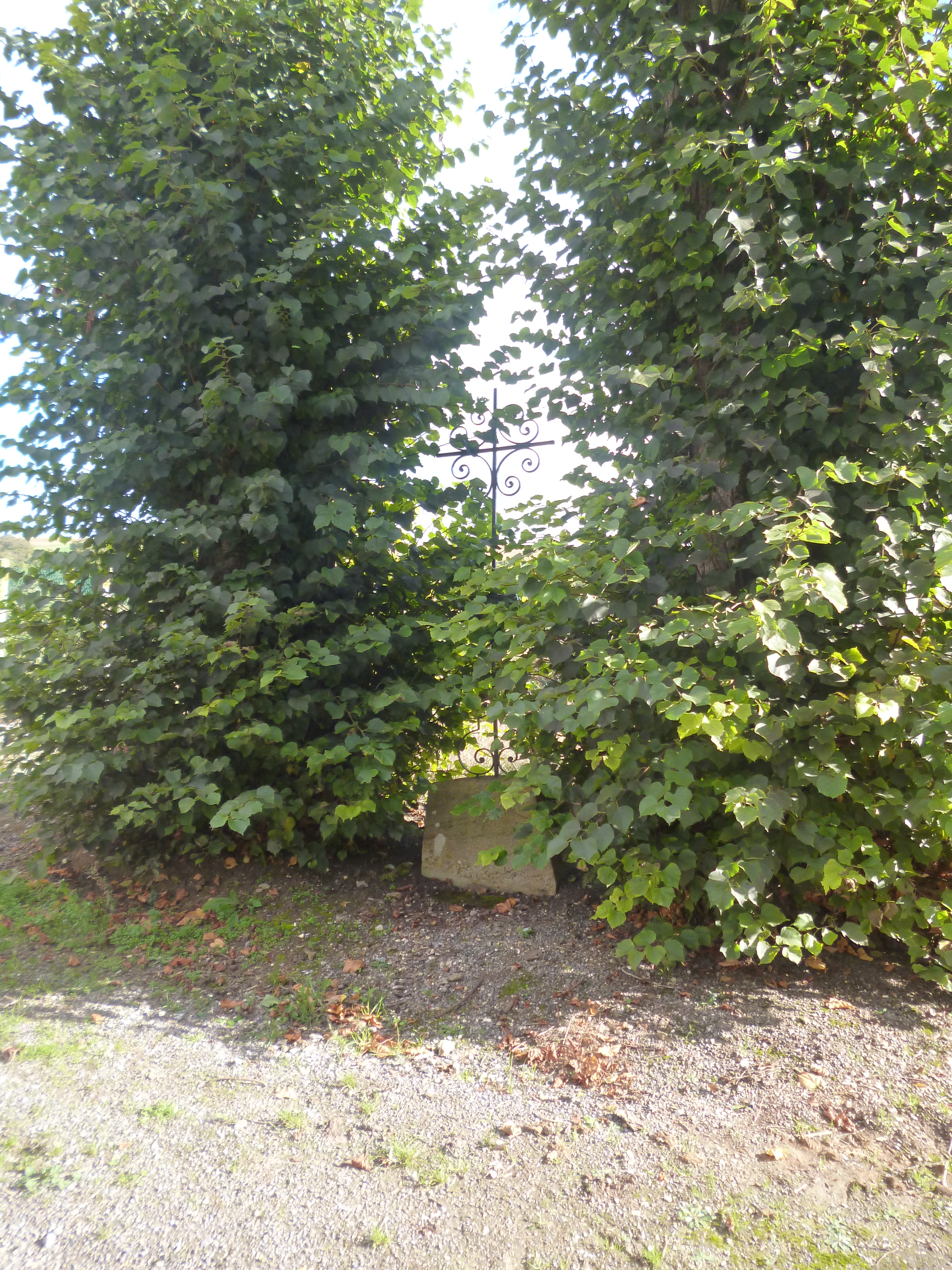
Quatre croix de chemin et calvaires.
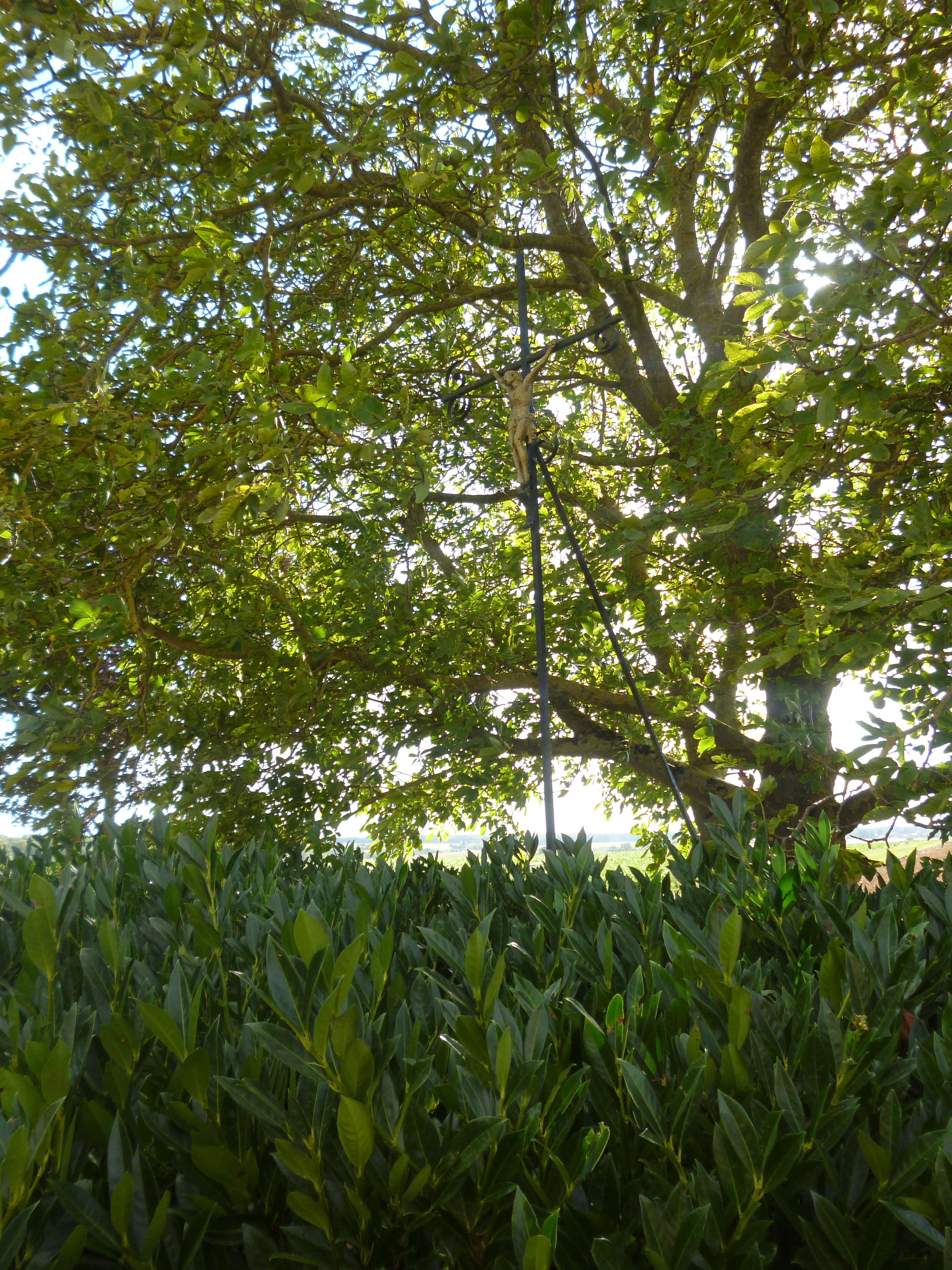
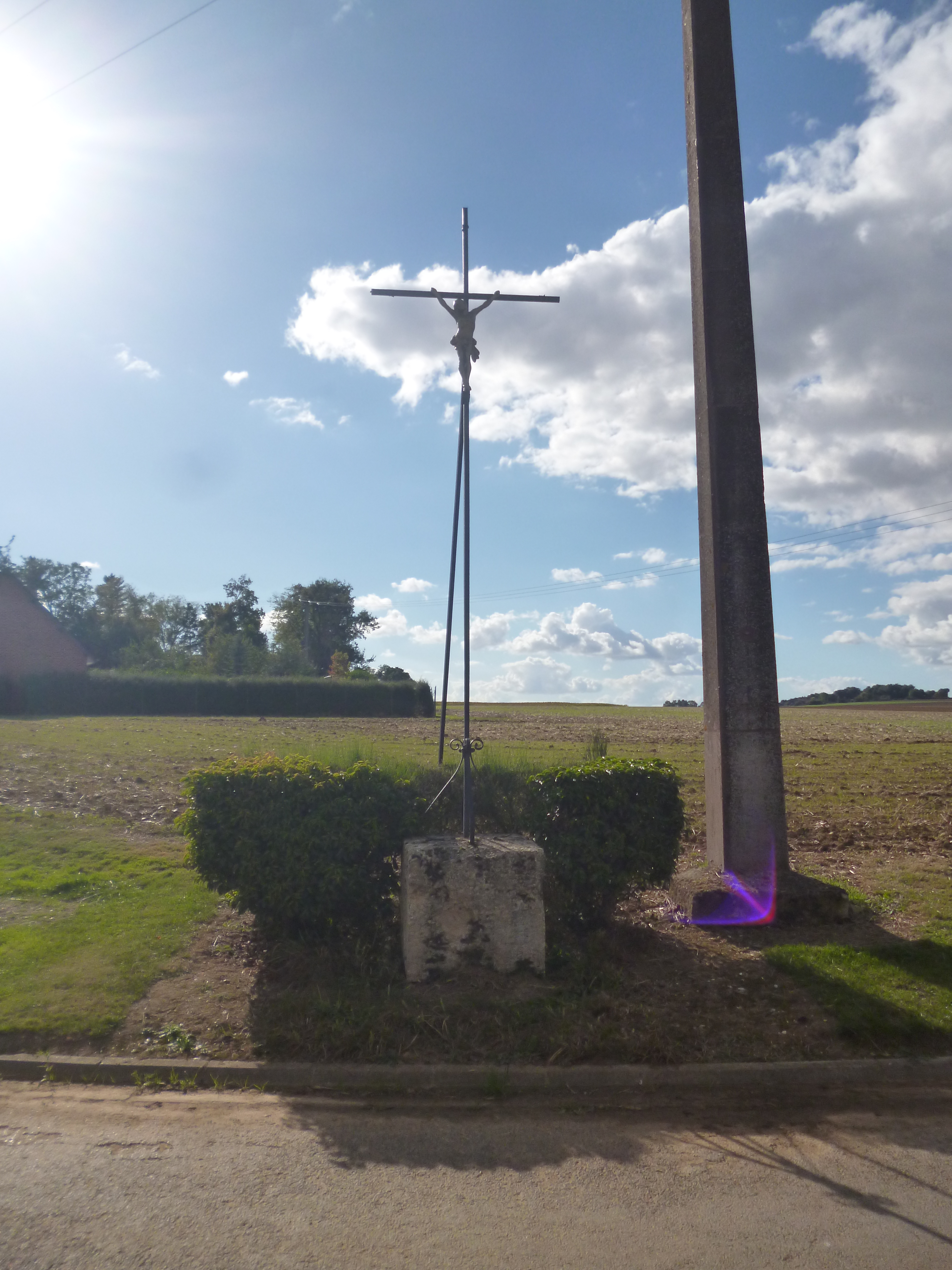
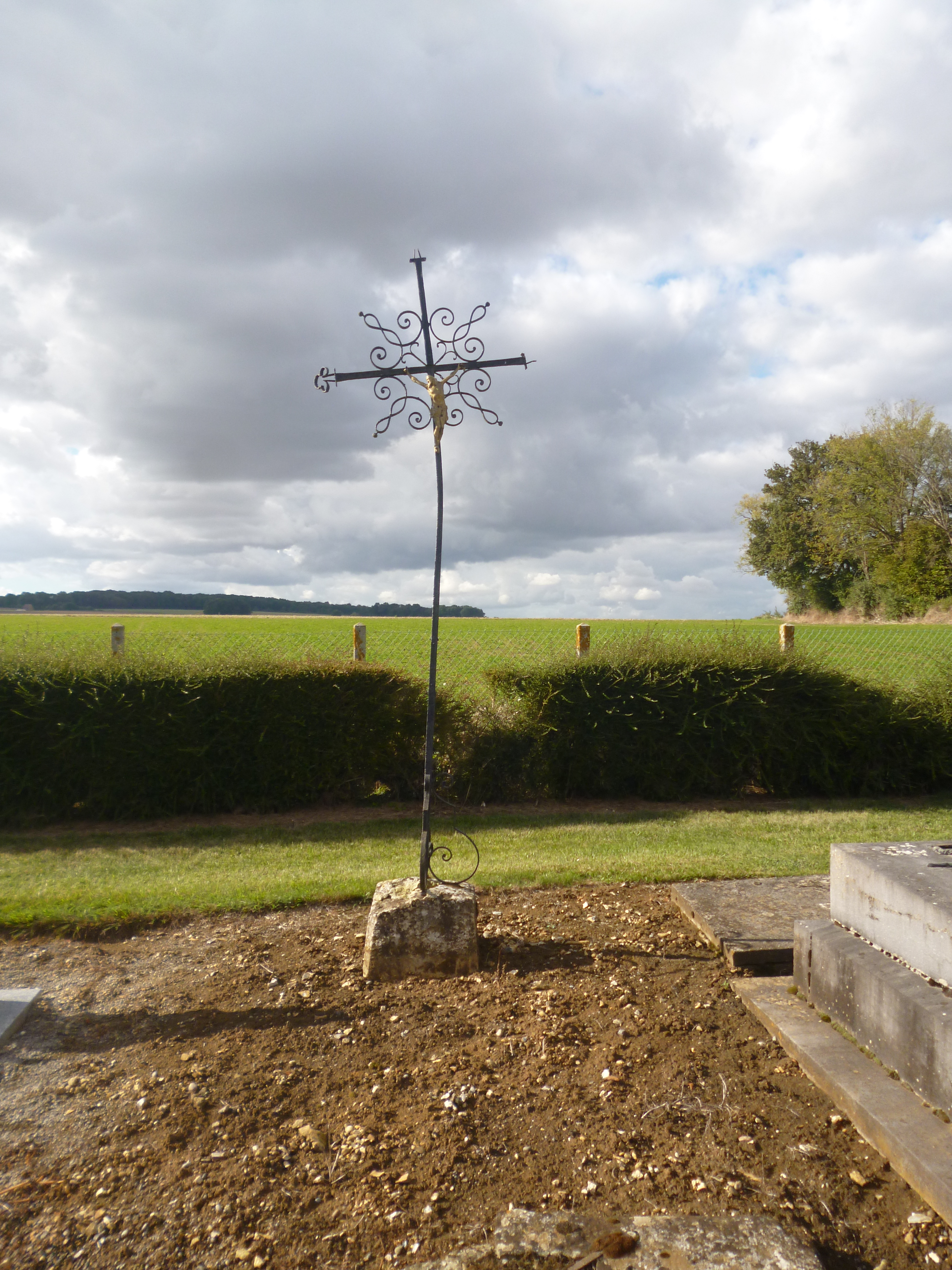
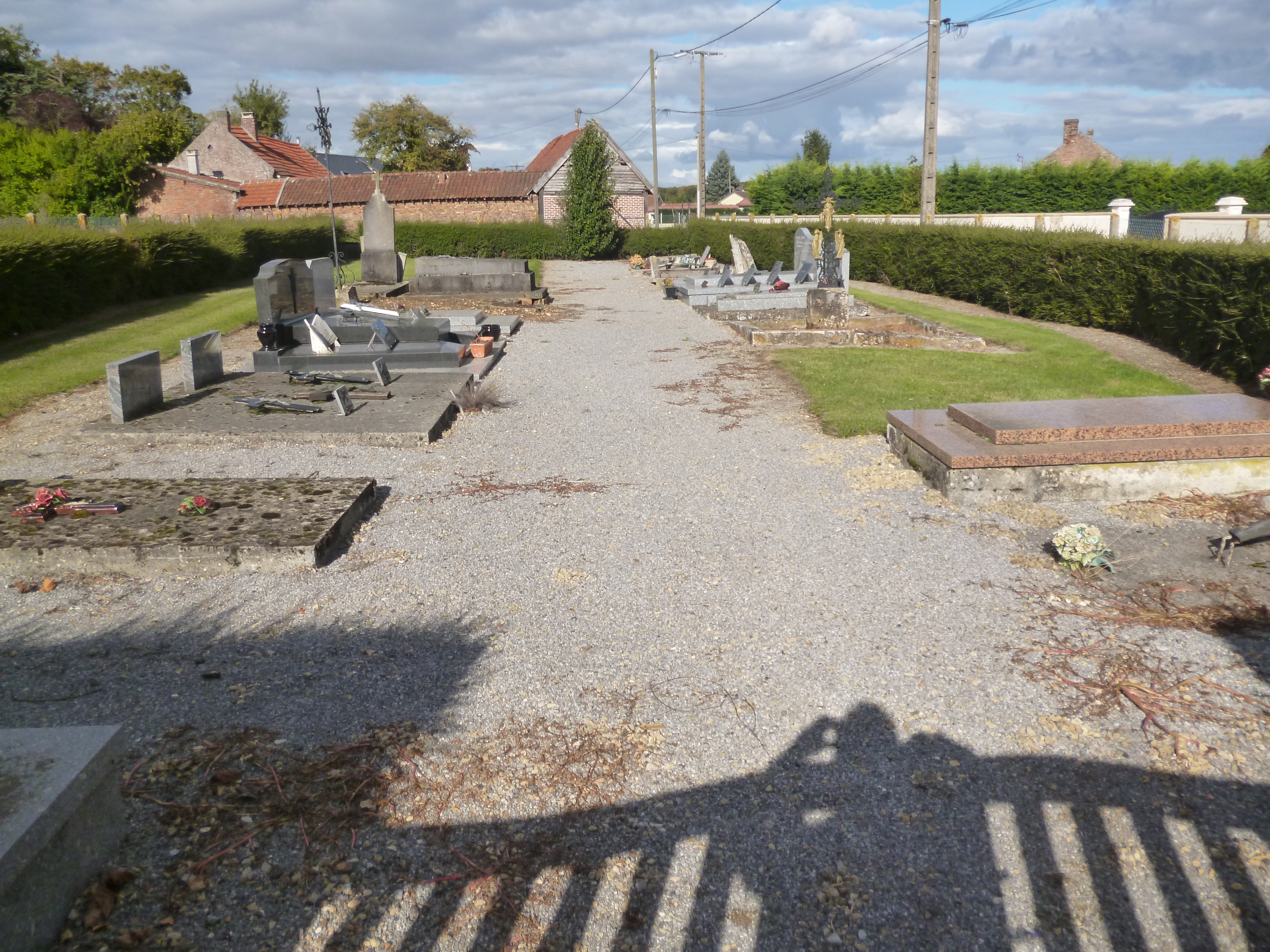
Le cimetière.

## Pour approfondir